# جمیل صلیبا
جمیل بن حبیب صلیبا (۱۹۰۲ – ۱۲ اکتبر ۱۹۷۶) فیلسوف و ادیب سوری - لبنانی بود. هنگامی که کودک بود همراه با پدرش به دمشق کوچ کردند و آن‌جا درس خواند، از دانشگاه سوربن دکترای خود را گرفت. تدریس در دبیرستان‌ها، دانشسرای معلمان و دانشگاه دمشق را برعهده گرفت. سپس در بیروت مستقر شد و در دانشگاه لبنان به تدریس پرداخت. فرهنگنامهٔ فلسفی، شیوه‌های اندیشه در سرزمین شام، روان‌شناسی، آثار فلسفی در صد سال اخیر در جهان عرب، تاریخ فلسفهٔ عربی از آثار اوست. در بیروت درگذشت و در دمشق دفن شد. بخشی از کتابخانهٔ شخصی او به کتابخانهٔ شیخ عبدالعزیر بن قاسم به ریاض منتقل شد و بخشی بزرگ دیگر به مرکز گروه ماجد.